# Joseph Basset
Joseph Basset est un homme politique français, né le 21 juillet 1889 à Saint-Ouen (Seine), et décédé le 11 décembre 1959, à Chatou (Seine-et-Oise).

## Biographie
Fils d'un médecin limousin établi à Saint-Ouen, ville dont il deviendra maire et conseiller général, il choisit également de devenir médecin mais en revanche préfère s'établir dans sa province d'origine, à Saint-Mathieu. Mobilisé en 1914, il fait toute la guerre, revient avec cinq citations, et est fait, en 1920, Chevalier de la Légion d'Honneur à titre militaire. Il entre également en politique en devenant successivement conseiller d'arrondissement puis conseiller général sous l'étiquette du Parti républicain-socialiste.
En 1928, il se présente aux élections législatives dans la circonscription de Limoges, et bat à l'issue d'un second tour très serré, le candidat socialiste SFIO, François Dubaut. En dépit de son activité au Parlement, et malgré ses talents d'orateur et de polémiste, il ne retrouve pas son siège en 1932, battu par le candidat SFIO Sabinus Valière.
Il s'installe alors à Aixe-sur-Vienne, dont il devient maire et conseiller général. Il s'attelle à la modernisation de la ville qu'il enrichit de nombreux équipements. Mobilisé en 1939, il obtient la croix de guerre puis s'engage au sein des FFI. Il rejoint la SFIO à la Libération mais ne reprend pas de carrière politique, devenant médecin du travail à mi-temps.

## Sources
- « Joseph Basset », dans le Dictionnaire des parlementaires français (1889-1940), sous la direction de Jean Jolly, PUF, 1960 [détail de l’édition]